# Lissoclinum triangulum
Lissoclinum triangulum är en sjöpungsart som först beskrevs av Sluiter 1909.  Lissoclinum triangulum ingår i släktet Lissoclinum och familjen Didemnidae. Inga underarter finns listade i Catalogue of Life.